# Flip flap (gymnastique)
Pour les articles homonymes, voir Flip.
Ne doit pas être confondu avec Flip (saut).
Le flip flap ou flic flac ou plus couramment flip, est une figure de gymnastique s'effectuant au sol, à la poutre, ainsi qu'au saut. Il consiste à faire un saut par renversement arrière ou avant.

## Flip arrière
Lors d'un enchaînement, le flip arrière est le plus souvent précédé d'une rondade et suivi d'un salto, bien qu'à la poutre, certaines gymnastes le fassent directement, sans la rondade.
Le flip arrière s'effectue jambes serrées ou décalées.

Flip arrière

Le flip peut se faire après une rondade, ce qui donne une rondade flip. Deux flips enchaînés après une rondade s'appellent rondade flip-flip.

## Flip avant
Le flip avant est, dans les enchaînements les plus simples, précédé d'un saut de main, (avec lequel il ne doit pas être confondu), et peut être aussi suivi d'un salto.
Un flip avant s'effectue jambes serrées.